# Mousseaux-sur-Seine
Mousseaux-sur-Seine is een gemeente in het Franse departement Yvelines (regio Île-de-France) en telt 609 inwoners (2004). De plaats maakt deel uit van het arrondissement Mantes-la-Jolie.

## Geografie
De oppervlakte van Mousseaux-sur-Seine bedraagt 7,2 km², de bevolkingsdichtheid is 84,6 inwoners per km².
De onderstaande kaart toont de ligging van Mousseaux-sur-Seine met de belangrijkste infrastructuur en aangrenzende gemeenten.

## Demografie
Onderstaande figuur toont het verloop van het inwonertal (bron: INSEE-tellingen).